# Бєлгородська оборонна лінія
Бєлгородська оборо́нна лі́нія (Засічна смуга, Засічна лінія) (рос. Белгородская черта) — одна з ланок у системі оборонних укріплень на південному кордоні Московської держави, посередині українського етно-історичного регіону Слобожанщини, розділивши її на Північну та Південну. Була завдовжки 800 км з центром у місті Бєлгород. Побудована з ініціативи російського уряду на початку XVII ст. Одна з російських порубіжних оборонних ліній XVI — XIX століття.
Лінія використовувалася для оборони від кримських і ногайських татар у XVI—XVII століттях, сприяла подальшій колонізації земель Слобідської України (заселенню та економічному освоєнню чорноземних районів). Проходила по лінії Охтирка—Бєлгород—Ольшанськ—Валуйки-Острогозьк—Воронеж—Тамбов. Перетинала Муравський та Ізюмський шляхи. Складалася з міст-фортець, які мали артилерію, на шляхах — із дерев'яних і земляних оборонних пунктів з вежами і підйомними мостами («засічними воротами»), із засік-завалів у лісовій місцевості, валів і ровів — у польовій. 
Московська держава була зацікавлена у створенні певного захисного пояса. Це наступальні дії, які вона проводила не лише тут, на сході, а й в Сибіру чи на інших просторах, де існувала мережа укріплень і фортець. На цю мережу селили служилих людей з родинами, їм давали пільги. Замість сплати податків чи ще якихось навантажень ці люди мали служити і будувати укріплення. 
Українці незрідка селилися окремими слободами – частинами міст, у тому ж Білгороді чи у Курську. Але превалювало російське населення, і навіть вони осаджували свої населені пункти. Через зміну етнодемографічну ми можемо говорити, що на південь від Білгородської лінії – це українські поселення, де часто етнос український там становив 90%. До сьогодні південь від Білгорода в Російській федерації є українським етнічно, але не політично. Наприклад, Гайворон, Рокитне, Борисівка – це етнічні українські землі. Але сьогодні люди, що там живуть, часто так не вважають.
Невеличкі російські вкраплення є на південь від цієї лінії, але поблизу Білгорода, на Харківщині, наприклад, є Руські Тишки і Черкаські Тишки, Руська Лозова і Черкаська Лозова. Приклади сусідства різних етнічних груп. Після того, як козаки в результаті внутрішнього конфлікту, покинули Чугуїв, туди було заведено московську залогу. Чугуїв, Старий Салтів – це місцевості, які залюднені московитами. Але поруч – українське море. До сих пір на Слобідській Україні є російські анклави, це пов’язані з тим, що тут існували якісь фортеці чи населені пункти московських служилих. 
Службу на лінії несли російські служилі люди (стрільці).
Прикордонні загони, сформовані для служби в цих містах, комплектувалися з місцевих українських слобідських козаків та селян, та російських служилих людей (стрільців, козаків та пушкарів) привезених сюди з північних терріторій Московської держави, їх загальна чисельність перевищувала 10 тис. осіб. Уряд частково переселяв сюди людей з північних областей. 
 Фортеці смуги (лінії)
Безпосередньо на самій Бєлгородській смузі розташовувалися наступні фортеці та остроги (у дужках вказані роки заснування):
- Козлов (1635)
- Добре (1647)
- Сокольськ (1647)
- Романів (1614)
- Білоколодськ (1663)
- Усмань (1646)
- Орлов (1645)
- Воронеж (1586)
- Костенськ (1644)
- Борщевський монастир (1615)
- Урив (1646)
- Коротояк (1648)
- Острогозьк (1652)
- Ольшанськ (1645)
- Усерд[ru] (1637)
- Верхососенськ (1637)
- Царев-Алексіїв (1647)
- Яблоново (1637)
- Короча (1638)
- Нежегольск[ru] (1654)
- Бєлгород (1593) — головне місто
- Болховець (1646)
- Карпов (1646)
- Хотмижськ (1640)
- Вільна слобода (1640)
- Охтирка (1654)